# Пниктогеноводороды
Пниктогеноводороды - общее название соединений, образованных из водорода и пниктогенов (элементов подгруппы азота).
Пниктогеноводороды - бесцветные резко пахнущие газы, растворимые в воде. Являются очень слабыми кислотами. Все пниктогеноводороды чрезвычайно токсичны (очень ядовиты) для человека в очень больших концентрациях (исключение составляет умеренно-токсичный аммиак). Имеют общую формулу H3X (чаще используется формула XH3), где X - пниктоген.
| Соединение | Формула | Модель | Молярная масса | Длина связи d(H-X)/pm | Валентный угол (H-X-H), ° | Дипольный момент μ/D | G°f    | tплав °C | tкип °C |
| ---------- | ------- | ------ | -------------- | --------------------- | ------------------------- | -------------------- | ------ | -------- | ------- |
| Аммиак     | NH3     |        | 17             | 101.7                 | 107.8                     | 1.48                 | -45.94 | -77.73   | -33.34  |
| Фосфин     | PH3     |        | 34             | 142                   | 93.5                      | 0.58                 | 5.4    | -133.8   | -87.8   |
| Арсин      | AsH3    |        | 78             | 151.9                 | 91.8                      | 0.2                  | 66.4   | -117     | -62.5   |
| Стибин     | SbH3    |        | 125            | 170.7                 | 91.7                      |                      |        | -88      | -17     |
| Висмутин   | BiH3    |        | 212            | 90.48                 | 177.59                    |                      |        |          | 16.8    |

## Химические свойства
Пниктогеноводороды могут присоединять протон, в результате получается соответствующий ион:
{\displaystyle {\mathsf {NH_{3}+H^{+}\rightarrow NH_{4}^{+}}}} (ион аммония)
{\displaystyle {\mathsf {PH_{3}+H^{+}\rightarrow PH_{4}^{+}}}} (ион фосфония)
{\displaystyle {\mathsf {AsH_{3}+H^{+}\rightarrow AsH_{4}^{+}}}} (ион арсония)
Ионы аммония и фосфония относительно устойчивы, ион арсония же был обнаружен лишь при пониженной температуре.
При растворении аммиака в воде образуется гидроксид аммония (нашатырный спирт), реакция обратима:
{\displaystyle {\mathsf {NH_{3}+H_{2}O\rightleftarrows NH_{4}OH}}} (в действительность находится в виде гидрата NH3*H2O)

## Получение
Аммиак можно получить прямым синтезом из элементов:
{\displaystyle {\mathsf {3H_{2}+N_{2}\rightarrow 2NH_{3}}}}
При гидролизе нитридов выделяется аммиак, при гидролизе фосфидов - фосфин, при гидролизе арсенидов - арсин:
{\displaystyle {\mathsf {Na_{3}N+3H_{2}O\rightarrow 3NaOH+NH_{3}\uparrow }}}
{\displaystyle {\mathsf {K_{3}P+3H_{2}O\rightarrow 3KOH+PH_{3}\uparrow }}}
{\displaystyle {\mathsf {Li_{3}As+3H_{2}O\rightarrow 3LiOH+AsH_{3}\uparrow }}}